# Kunstboter
Kunstboter is een verzamelnaam voor producten als margarine en halvarine, die ter vervanging van (echte) boter dienen. Deze onderscheiden zich van boter in eigenschappen zoals het vetgehalte, smeerbaarheid en het al dan niet spetteren of verbranden bij verhitting. Ook worden andere grondstoffen gebruikt, veelal plantaardige oliën en vetten. Boter wordt gemaakt van melkvet en bevat dierlijk vet. 